# Diarmuid Noyes
Diarmuid Noyes (* 14. Januar 1988 in Dublin) ist ein irischer Schauspieler. 

## Karriere
2007 übernahm er eine Rolle in der irischen Fernsehserie Prosperity, es folgten Rollen in Die Tudors und in Borgia eine Hauptrolle als Alessandro Farnese, der spätere Papst Paul III.
In Spielfilmen machte Noyes insbesondere durch seinen Auftritt in Five Minutes of Heaven von Oliver Hirschbiegel neben Liam Neeson und James Nesbitt auf sich aufmerksam.

## Filmografie (Auswahl)
- 2007: Prosperity (Fernsehserie, 2 Episoden)
- 2009: Five Minutes of Heaven
- 2009: Die Tudors (The Tudors, Fernsehserie, 2 Episoden)
- 2010: Single-Handed (Fernsehserie, 2 Episoden)
- 2010: Parked – Gestrandet (Parked)
- 2011–2014: Borgia (Fernsehserie, 35 Episoden)
- 2025: Christy

## Auszeichnungen
Irish Film and Television Award
- 2010: Nominierung als Bester Fernsehschauspieler in einer Nebenrolle für Pure Mule – The Last Weekend

Dublin Film and Music Fleadh
- 2003: Bester Nachwuchsdarsteller für Broken Things